# Alekséi Cherkaski
El kniaz Alekséi Mijáilovich Cherkaski (en ruso: Алексе́й Миха́йлович Черка́сский, Moscú, 28 de septiembre (8 de octubre) de 1680 - Moscú, 4 (15) de noviembre de 1742) fue un político ruso, Gobernador de Siberia bajo el zar Pedro el Grande (1719-1724). Con la zarina Ana sería designado uno de los tres ministros del Gabinete. Desde 1740 sirvió como Canciller del Imperio ruso. Fue el terrateniente más grande de Rusia por número de siervos y el último desdendiente de la rama mayor de la familia Cherkaski. Según el kniaz Mijaíl Shcherbátov, "era un hombre silencioso, callado, cuya mente nunca brilló en grandes obras, actuando siempre con cautela."

## Biografía
Descendiente de dos grandes figuras del gobierno del zar Alejo I, los kniaz Yákov Cherkaski y Nikita Odóyevski, Alekséi Cherkaski heredó de ellos una extensa propiedad de tierra. Su apellido, Cherkaski, significa circasiano, pues los Cherkaski descendían del príncipe cabardino Kudenet-murzá y por ello era pariente de Aleksandr Bekóvich-Cherkaski. Pasó su infancia y juventud, hasta los 21 años, en Moscú. A los 26 años contrajo matrimonio con una prima del zar Pedro I, Agrafena o Agrippina Lvovna, de quien recibió una enorme dote.
En 1702. cuando servía como stólnik, fue nombrado asistente de su padre, Mijaíl Cherkaski, voivoda de Tobolsk, a quien serviría durante diez años. En Tobolsk, haría las gestiones necesarias para el establecimiento de la slobodá Brónnaya. A la muerte de su padre, en 1712, regresó a la corte imperial, donde seguiría ejerciendo como el stólnik más cercano al zar.

### Construcción de San Petersburgo
Desde 1714 Cherkaski sirvió en el departamento de asuntos de la nueva ciudad de San Petersburgo. EL 24 de enero de ese año, Pedro I le encargó reunir en Moscú y otras ciudades rusas, 458 artesanos, necesarios en la recién fundada capital. Asimismo, debía hallar quince jóvenes menores de veinte años de las principales familias comerciantes del país, a los que Pedro deseaba enviar al exterior para que estudiaran las prácticas comerciales. El 24 de enero del año siguiente, 1715, Cherkaski fue nombrado comisario superior para la construcción de la capital, estando a su cargo la supervisión de las obras arquitectónicas, siguiendo las instrucciones del zar. Para oficializar tal situación, se emitió un ukaz el 14 de septiembre de 1715 prohibiendo la construcción fuera de los términos del decreto que autorizaba a Cherkaski.
Las actividades de Cherkaski como comisario superior en la nueva capital continuaron hasta 1719. De acuerdo a los documentos oficiales, Cherkaski se condujo con gran celo en el cumplimiento de su misión, siendo sus informes aprobados por el zar en toda ocasión. Así, el 4 de noviembre de 1715 envió un informe acerca de la construcción de tiendas y cabañas en la zona de Vyborgskaya storoná y sobre el emplazamiento en la capital de zonas adecuadas para mercaderes y trabajadores; el 16 de noviembre emitió un informe sobre las construcciones en la isla del Almirantazgo y más allá del pequeño arroyo. En noviembre de 1717 publicó otro informe sobre la necesidad de reemplazar a los trabajadores que llevaban sirviendo desde 1714 y el establecimiento de un impuesto para financiar los costes, para lo cual el zar Pedro promulgaría un ukaz el 31 de enero de 1718 reclamando 8 000 trabajadores de las localidades más próximas y estableciendo una tasa de seis rublos por persona en las provincias más alejadas.
En palabras de Tereshchenko, el príncipe Cherkaski participó en gran parte de los proyectos de construcción de la nueva capital, involucrándose en el drenado de las marismas, y en la ornamentación y finalización de los palacios Peterhof, Monplaisir, Catherinehof y Shlisselburg. Se encargó de la edificación de fábricas de ladrillos necesarios para la construcción de la ciudad, de la construcción del hospital de la zona de Vyborg y el hostal para los cadetes de la Armada, supervisando personalmente los trabajos de la Fortaleza de San Pedro y San Pablo y sus baluartes. Pedro I, a pesar de apreciar en gran medida el trabajo de Cherkaski y tratarle con amabilidad (fue invitado a compartir su mesa en varias ocasiones), en los años en que estuvo en el cargo no le ascendió en demasía, pues en 1719 ostentaba el rango de porúchik (concedido el 28 de agosto de 1716).

### Gobierno de Siberia
En 1719, el kniaz Cherkaski, que tenía reputación de ser honesto e incorruptible (en parte por su fantástica fortuna), fue designado por Pedro I como gobernador de Siberia en lugar del kniaz Matvéi Gagarin, con la función -según el ukaz- de " administrar todas las ciudades siberianas, y dividir SIberia en tres provincias, bajo las órdenes del gobernador y los vicegobernadores, ratificados por el Senado".
Cherkaski, confuso por esta súbita promoción, escribió una carta al zar sugiriéndole que quizá hubiera otras personas más válidas para el puesto, a lo que el zar, inamovible en su decisión, le constestó que con gusto satisfaría su petición, pero que en aquel momento no había persona más adecuada que él, y, además, conocía la región. En el caso de encontrar a alguien más valioso para el cargo, se accedería a sus deseos. Quizá Cherkaski no era el más indicado para esa infatigable tarea, pero por su atención y honestidad en el trabajo, Pedro le escogió "hasta encontrar alguien más adecuado". Durante los cinco años de su gobierno en Siberia, su actividad se limitó prácticamente a la adopción de medidas defensivas contra los baskires y mongoles. En 1723, el general-mayor Georg Wilhelm Henning (o "De Guennin"), hasta entonces encargado de la construcción de fábricas en las montañas siberianas informó al zar de quem a pesar de ser un buen hombre, Cherksaki, no conseguía tener el suficiente aplomo para lidiar con todos los asuntos relativos a la provincia, pidiendo que enviaran a alguien como Mijaíl Matiushkin o Andréi Ushakov. Es posible que a raíz de esta carta, Pedro decidiera, el 15 de enero de 1724, sustituir a Cherkaski por Mijaíl Dolgorúkov como gobernador de Siberia.

### Oposición a los altos funcionarios

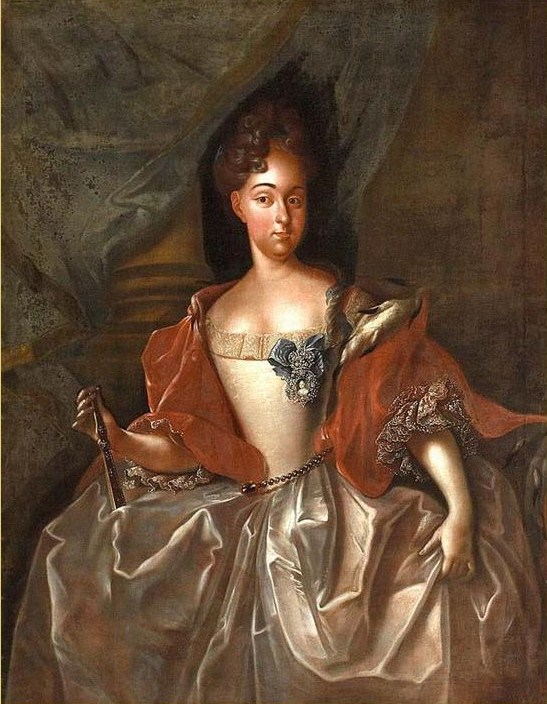
Iván Argunov, María Yúrievna, segunda mujer de Cherkaski. Década de 1760. Kuskovo.

En recompensa por su servicio en Siberia, recibió el rango de consejero de Estado. A su llegada a Moscú a finales de 1724 enfermó y mientras duró su convalecencia, Pedro el Grande expiró. En los primeros cinco años del reinado de Catalina I y Pedro II de Rusia tuvo una existencia pacífica y tranquila, manteniéndose aparte de las intrigas de la corte y la lucha de partidos. El 8 de febrero de 1726 le fue otorgado el rango de consejero valido de Estado y entró en el Senado el 12 de octubre del año siguiente, 1727, con el rango de consejero privado. El 8 de marzo de ese año, Catalina I le incluyó, junto con Osterman en su comisión de comercio, y tomó parte activa en los trabajos de esta comisión. En lo político, reapareció en las intrigas a la muerte de Pedro II, un terreno que no abandonaría ya hasta su muerte.
En la elección de Ana Ioanovna para el trono ruso en 1730, Cherkasi se unió al partido de los nobles que se enfrentaban a los consejeros supremos privados. Es frecuentemente señalado como uno de los abogados de la autocracia junto a Teófanes Prokopóvich, sin embargo, de la documentación se desprende que, inicialmente, Cherkaski se mostró tímido e indeciso. Presentó al Consejo Supremo Privado la declaración de Tatíshchev, firmada por 249 personas, sobre todo de la nobleza de alto rango, que defendía la monarquía como la mejor forma de gobierno para Rusia (con la reserva de que la monarca era una mujer).
Junto con el general-mayor Lev Izmáilov el príncipe Cherkaski fue enviado como representante del Senado y de los generales a recibir a Ana Ivánovna a su entrada en el pueblo de Vsesviátskoye. Percibió que la emperatriz aceptaba las condiciones del Consejo contra su voluntad, y se convirtió en oponente de los consejeros. Como muestra de favor, la emperatriz tomó a su servicio a su mujer María Yúrevna y su hermana Praskovia Yúrevna Saltýkova. Cherkaski inició a agitar las opiniones de los oficiales de la Guardia contra los príncipes Dolgoruki y Golitsin, que dominaban el Consejo Supremo Privado. Al propagarse el rumor de que los consejeros trataban de arrestar a Cherkaski y a otros defensores de la autocracia, su partido se reunió en su casa en la calle Nikólskaya, y tras un largo debate, realizaron una petición firmada por 87 personas y dirigida a la emperatriz, en la que rogaban que esta diera instrucciones para la celebración de una reunión general electiva de todos los generales, oficiales y szlachta para el desarrollo conjunto de una norma de gobierno. Durante los debates, Antioj Kantemir escribió la solicitud a Ana para que adoptara la autocracia, siendo firmada por los asistentes.
Al día siguiente, 25 de febrero de 1730, Cherkaski, que temía el arresto ordenado por los consejeros, llegó al Palacio más tarde que el resto de partidarios, a las diez de la mañana. Al inicio de una audiencia, la zarina lo mandó buscar, lo que asustó tanto a Cherkaski que se desìdió de su mujer como si se enfrentara a una condena de muerte segura. Sin embargo, al llegar a Palacio, Ana dio la bienvenida a Cherkaski y este le comunicó la solicitud realizada por su partido la víspera. La solicitud, a petición de la emperatriz, fue leía por Tatíshchev y firmada por la emperatriz bajo la insistencia de su hermana la Duquesa de Mecklemburgo, Catalina Ivánovna.
A pesar de que sus partidarios se dieron cuenta de que la solicitud entregada por Cherkaski no era exactamente la misma que la víspera había realizado Kantemir y habían firmado, comenzaron a alborotar gritando: "no queremos que las leyes sean ordenadas a la Monarca: tiene que ser la misma Autócrata que fueron sus ancestros!". La petición de Kantemir sería admitida y se celebraría una reunión, en la que Cherkaski no participaría activamente.

### Ministro del gabinete

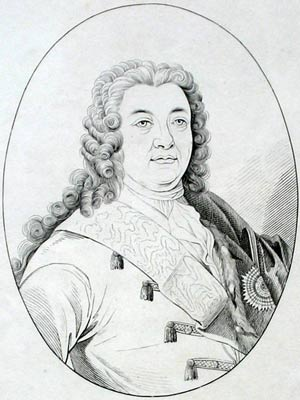
Cherkaski en la década de 1730.

Con la declaración de Ana I como emperatriz autocrática, el kniaz Cherkaski alcanzó una posición entre los dignatarios del Estado. Por no estar entre los oponentes a la zarina, a los que podía haber ayudado crucialmente debido a su influencia y riqueza, se le concedieron varios signos de benevolencia imperial: el 4 de marzo, con la disolución del Consejo Supremo Privado y la restauración del Senado, fue nombrado uno de sus veintiún miembros. Conjuntamente con los antiguos miembros del Consejo Supremo Privado, recibió el 23 de marzo la Orden de San Andrés, y el 30 de agosto se le otorgó la Orden de San Alejandro Nevski. El 18 de marzo de 1731 fue nombrado Consejero Privado Activo, siéndole asignados trabajos de la comisión de Osterman sobre el comercio y la supervisión del curso del comercio con los janatos de Jiva y Bujará.
Al ver el ascenso de la influencia de Cherkaski en la corte, pronto comenzó a ser adulado por los embajadores de las potencias extranjeras: el embajador austríaco, el conde Wratislaw, que trataba de aliar a Rusia con su nación, le regaló el 27 de julio de 1730 un retrato del Emperador del Sacro Imperio Romano Germánico cubierto de brillantes, con un valor de 20 000 rublos. Engrandecido por estos regalos, Cherkaski trató nuevamente de actuar de un modo independiente en el escenario de la lucha cortesana de partidos, y, junto a Yaguzhinski y Loewenwolde, retar la fuerza con la que Osterman había capturado en sus manos las riendas de la administración estatal. La zarina se mostró favorable a casar a Loewenwolde con la hija de Cherkaski, la heredera más rica de Rusia. Sin embargo, Cherkaski, que no deseaba tal marido para su hija, aceptó mostrando su rechazo al compromiso, de tal modo que el propio conde Lewenwolde convino en devolver los anillos de boda dos meses después de anunciado el compromiso, el 3 de mayo de 1731. La emperatriz quedó tan descontenta por el fracaso de los esponsales que expulsó de la corte a Cherkaski por un corto período de tiempo.
Osterman, en lugar de aprovechar la oportunidad de humillar a su adversario, viendo en él a una figura política independiente, le pidió a la emperatriz Ana que le nombrara miembro del nuevo gabinete de ministros "para el mejor y más decente despacho de los asuntos públicos". Este organismo fue establecido el 6 de noviembre de 1731, con Osterman, Cherkaski y el canciller Gavril Golovkin. Durante el tiempo de existencia de este triunvirato, Cherkaski jugó un papel pasivo como "cuerpo del gabinete", como se nombró iónicamente, mientras Osterman era el "alma del gabinete".
Durante el reinado de Ana I, Cherkaski tomó parte en muchas decisiones políticas importantes. Se le incluyó, junto a Osterman y Münnich, en la comisión para la elaboración de una alianza con Francia. El 22 de febrero de 1733 participó en la reunión convocada por la zarina acerca de los asuntos polacos. En 1734 se encargó de la negociación del tratado comercial con el Reino Unido de Gran Bretaña y el 21 de diciembre de ese año, participó en la convención para la elaboración de un plan conjunto con Rusia, Austria y Polonia en el caso de una guerra con el Imperio otomano, que sería entregado a la emperatriz por él, Osterman, Münnich y Volynski.
A Cherkaski se le asignaba en las recepciones y ceremonias cortesanas el lugar más visible, siendo constantemente tratado con benevolencia y aprecio por la emperatriz. Sin embargo, los embajadores extranjeros escribían sobre él que era "un personaje mudo, contando únicamente de manera nominal en el gobierno, un títere colocado en el gabinete por su nombre ilustre y la gloria de boyardo genuinamente ruso. Una descripción semejante de su comportamiento la haría Volynski. Apoyado en su riqueza y nobleza, Cherkaski, en teoría tenía poder para influir en el curso de los acontecimientos del Estado. Cherkaski adulaba a Biron, a cuya mujer le escribía cartas lisonjeras. Cuando en agosto de 1740 se comenzaron a producir rumores sobre su solicitud de renuncia al cargo, el Marqués de La Chetardie informaba a Francia: "Cherkaski no asusta a nadie, pero es difícil saber por quien será sustituido, pues es difícil encontrar a alguien entre los súbditos rusos, que reúna, como Cherkaski, el origen más notable, una enorme hacienda y su sumisión".
A finales del reinado de Ana, la salud de Cherkaski estaba empeorando: era muy obeso, sufría disnea, y, en presencia de toda la Corte, en abril de 1738 le dio un ataque de apoplejía, cuyas consecuencias sufriría ya hasta su muerte.

### La lucha de poder de 1740-1741
Durante la regencia de Biron por causa de la enfermedad que conduciría a la muerte a la emperatriz Ana, Cherkaski y Bestúzhev fueron sus más firmes partidarios. El teniente coronel Pustoshkin propuso a Cherkaski que tomara la dirección del movimiento contra Biron, en recuerdo de su papel político en 1730. Cherkaski escuchó pacientemente al militar, alabó su plan de acción, pero excusándose por la falta de tiempo libre, le remitió al día siguiente para continuar con las preparaciones. A continuación, Cherkaski advirtió a Biron de los planes, de tal forma que Pustoshkin y sus allegados fueron inmediatamente arrestados, y se iniciaron las investigaciones mediante la tortura. Solo el derrocamiento poco después del gobierno de Biron salvó de la muerte a estos individuos que tan ciegamente confiaron en Cherkaski, quien se enteró del arresto de Biron tres horas después de que aconteciera, al llegar a la sesión del gabienete en el Palacio de Verano.
Münnich, pese a expresar que Cherkaski, por su conducta en los asuntos de Biron, merecía más bien un castigo que reconocimiento, le concedió el título de gran canciller, confirmado oficialmente por ukaz del 10 de noviembre de 1740. Tanto a él como al vicecanciller Mijaíl Golovkin se les encargaron los asuntos internos por ukaz del 28 de enero de 1741. El 24 de abril fue publicado el perdón oficial a todas las acciones de Münnich, Cherkaski, Ushakov y Kurakin en relación con el caso de Biron.
Durante su servicio como canciller en el gobierno de la emperatriz Ana se firmó una alianza con Prusia el 16 de diciembre de 1740, un tratado defensivo entre el Imperio ruso y Gran Bretaña el 3 de abril de 1741, un tratado con el Reino de Dinamarca para el abastecimiento y el gravamen de la carga de los barcos que, a través del Sund, se dirigieran a puertos rusos el 30 de mayo del mismo año. Tres días después de que asistiera, el 8 de agosto de 1741, al solemne bautizo de Catalina Antónovna, sufrió su segundo ataque de apoplejía.

### Canciller de Isabel I
El ascenso al trono de Isabel I fue un acontecimiento grato para Cherkaski. La hija de Pedro el Grande veía en él a un cortesano realmente ruso, traicionado por los ministros extranjeros, y uno de los pocos fieles sirvientes de su padre que aún quedaba vivo, por lo que Cherkaski siguió ejerciendo como canciller. Al día siguiente de la revolución palaciega de 1741, le sería encargada, junto a Bestúzhev y Brevern la redacción del juramento y manifiesto del ascenso al trono de Isabel. A continuación, por recomendación del marqués de La Chetardie, le fueron encargados todos los asuntos del Estado.
Tras la disolución del gabinete de ministros el 12 de diciembre de 1741, Cherkaski es de nuevo nombrado senador y se le encarga la gestión, como canciller, de los asuntos exteriores, asignándosele como ayudante y vivecanciller a Alekséi Bestúzhev-Riumin. El 14 de enero de 1742 se le otorgó una casa de piedra en Moscú, perteneciente hasta ese momento a Catalina Ivánovna. Al sentir la confianza que depositaron sobre él y la independencia que le dieron, Cherkaski se dedicó, en el final de su vida, sin importarle los celos cortesanos, a la ejecución de las difíciles tareas que se le encargaron.
En el plazo inferior a un año en que dirigió los asuntos exteriores, Cherkaski tuvo una gran actividad: movió el curso de los acontecimientos hacia la ruptura de la alianza con Francia, rechazando su implicación en los asuntos suecos, y obstruyendo en lo posible la enorme influencia en la corte de La Chetardie, a quien el gobierno francés hizo regresar a Francia en septiembre de 1742, no sin antes advertir a su sucesor que tuviera cuidado de Cherkaski, "un ruso irreprochablemente honesto que goza gran confianza de la emperatriz".
Mediante los trabajos de Cherkaski y el embajador británico Cyril Wich se consiguió llegar a un acuerdo defensivo con Gran Bretaña, aliada de Austria, el 3 de abril de 1741, que sería ratificado por ambas potencias poco después de la muerte de Cherkaski.
A finales de octubre de 1742, tras la llegada a Moscú de la emperatriz para su coronación, Cherkaski cayó enfermo de reumatismo, siendo visitado por Isabel I. Poco tiempo después un disgusto familiar influyó negativamente en su estado de salud, sufriendo un tercer ataque de apoplejía el 4 de noviembre, del cual no se recuperó y falleció. Cherkaski fue enterrado con honores y ante la presencia de la emperatriz en la iglesia Znamenskaya del monasterio de Novospaski de Moscú

## Características personales
De acuerdo a sus contemporáneos, Cherkaski era una persona directa y honesta, pero, por otro lado, muy hipocondríaca, tímida y empequeñecida. Se cuenta que una noche ordenó despertar al presidente de la Academia Imperial de Ciencias para preguntarle si debía escribir con letra grande o pequeña en una misiva de respuesta al Duque de Mecklemburgo. Era conocido por su taciturnidad, de modo que Lady Rondeau, en sus Cartas escribe sobre él con sorna que "el no habla nunca y con toda probabilidad no turbará el Consejo con su elocuencia."
Asimismo, en 1736, la misma dama, esposa de un diplomático británico en Rusia, escribía sobre la apariencia física de Cherkaski: "[...] su figura es más ancha que larga, su cabeza es demasiado grande y se inclina hacia el hombro izquierdo, mientras que su vientre, muy extenso también, se inclina hacia el lado derecho; sus pies son muy cortos [...]."

## Familia y herencia

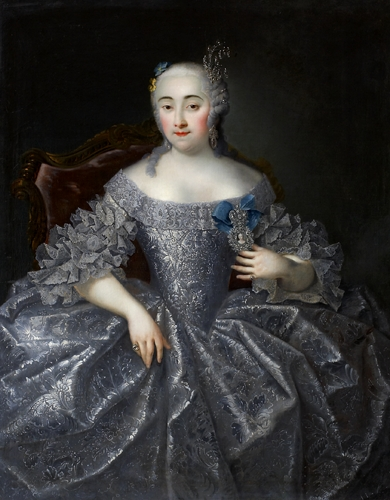
Georg Christoph Grooth, Retrato de Várvara Alekséyevna Shereméteva, 1746. Galería Tretiakov.

En 1706 el príncipe Cherkaski contrajo matrimonio con Agrafena o Agrippina Lvovna, hija del boyardo Lev Naryshkin y prima del zar Pedro I. En tres años no se consumó, por lo que en 1710, Alekséi halló una nueva esposa, María Yúrievna Trubetskaya (1696-1747), hija del senador Yuri Trubetskói y hermana del mariscal de campo Nikita Trubetskói.
Según sus contemporáneos, María "era inusualmente buena y tenía una excelente colección de gemas. En San Petersburgo, la vida es más cara que en otros lugares, y aun así cuenta con una orquesta constituida por diez músicos bastante buenos, un cocinero alemán, que cocina platos alemanes para su mesa, y en ausencia de su marido, el gobernador de Siberia, bastante mayor que ella, no se muestra decaída."
María Cherkáskaya tuvo un papel significativo en el cambio de la forma de gobierno tras el ascenso al trono de Ana I. El partido insatisfecho con la restricción del consejo del monarca y el reforzamiento del Consejo Privado Supremo decidió encontrar la manera de contrarrestarlo influyendo en la zarina, tarea llevada a cabo por la princesa Cherkáskaya, la condesa Avdotia Chernyshova y Praskovia Trubetskaya, esposa del general Piotr Saltykov. 
La dama de compañía Cherkáskaya estaba considerada en muy alta estima por la emperatriz Ana. Por ello, el embajador austríaco en Rusia, Karl Franz Wratislaw, para ganarse su aprecio le regaló el servicio de té dorado que en su momento había sido ofrecido a la princesa Yekaterina Dolgorúkova. En 1741 fue nombrada dama de compañía de la emperatriz Isabel.
La hija única de este matrimonio fue Várvara Alekséyevna (11 de septiembre de 1711 — 2 de octubre de 1767) fue también dama de compañía de la emperatriz y en su momento la doncella casamentera más rica de Rusia. Fue prometida al poeta y príncipe Antioj Kantemir, que rechazó el matrimonio. Se desposaría el 28 de enero de 1743 con el príncipe Piotr Borísovich Sheremétev, recibiendo como dote setenta mil siervos campesinos, creándose así la gran fortuna de los Sheremétev.

## Legado
En San Petersburgo, Cherkaski construyó un palacio en el actual Muelle del Palacio bajo el diseño del arquitecto ruso Piotr Yeropkí0n. Este palacio sería rediseñado entre 1857 y 1862 por Andréi Stakenschneider y denominado Palacio Novomijáilovski, como residencia de los hijos del zar Nicolás I.